# العلاقات الإيطالية الليتوانية
العلاقات الإيطالية الليتوانية هي العلاقات الثنائية التي تجمع بين إيطاليا وليتوانيا.

## مقارنة بين البلدين
هذه مقارنة عامة ومرجعية للدولتين:
| وجه المقارنة                                              | إيطاليا                                                  | ليتوانيا                                                    |
| --------------------------------------------------------- | -------------------------------------------------------- | ----------------------------------------------------------- |
| المساحة (كم2)                                             | 301.34 ألف                                               | 65.30 ألف                                                   |
| عدد السكان (نسمة)                                         | 60.60 مليون                                              | 2.79 مليون                                                  |
| الكثافة السكانية (ن./كم²)                                 | 201.1                                                    | 42.73                                                       |
| العاصمة                                                   | روما، فلورنسا، تورينو                                    | فيلنيوس، كاوناس                                             |
| اللغة الرسمية                                             | اللغة الإيطالية                                          | اللغة الليتوانية                                            |
| العملة                                                    | يورو، ليرة إيطالية                                       | ليتاس ليتواني، يورو                                         |
| الناتج المحلي الإجمالي (بليون دولار)                      | 1.93 تريليون                                             | 47.17 مليار                                                 |
| الناتج المحلي الإجمالي (تعادل القوة الشرائية) بليون دولار | 2.26 تريليون                                             | 84.06 مليار                                                 |
| الناتج المحلي الإجمالي الاسمي للفرد دولار أمريكي          | 29.96 ألف                                                | 14.15 ألف                                                   |
| الناتج المحلي الإجمالي للفرد دولار أمريكي                 | 35.46 ألف                                                | 27.69 ألف                                                   |
| مؤشر التنمية البشرية                                      | 0.873                                                    | 0.839                                                       |
| رمز المكالمات الدولي                                      | +39                                                      | +370                                                        |
| رمز الإنترنت                                              | .it                                                      | .lt                                                         |
| المنطقة الزمنية                                           | توقيت وسط أوروبا، ت ع م+01:00، ت ع م+02:00، أوروبا/روما ‏ | ت ع م+02:00، ت ع م+03:00، أوروبا/فيلنيوس ‏، توقيت شرق أوروبا |

## مدن متوأمة
في ما يلي قائمة باتفاقيات التوأمة بين مدن إيطالية وليتوانية:
- ترتبط كانيلي مع كاوناس باتفاقية توأمة.
- ترتبط بونتينيا مع أوتينا باتفاقية توأمة.
- ترتبط أفولا مع تراكي باتفاقية توأمة منذ 2015.[17]
- ترتبط ألبانو لاتسيالي مع أليتس باتفاقية توأمة منذ 2008.
- ترتبط كولونيو آل سيريو مع أوكمرج باتفاقية توأمة.
- ترتبط بيلاجيو مع بريناي باتفاقية توأمة.
- ترتبط باليرمو مع فيلنيوس باتفاقية توأمة منذ 2005.
- ترتبط ريندي مع كاوناس باتفاقية توأمة منذ 2003.[18]
- ترتبط Storo [الإنجليزية]‏ مع كاوناس باتفاقية توأمة.
- ترتبط بريشا مع كاوناس باتفاقية توأمة منذ 1991.
- ترتبط بافيا مع فيلنيوس باتفاقية توأمة منذ 25 يناير 1988.
- ترتبط فيرارا مع كاوناس باتفاقية توأمة منذ 1960.
- ترتبط بوردينوني مع كاوناس باتفاقية توأمة.
- ترتبط كافا دي تيريني مع كاوناس باتفاقية توأمة منذ 1992.

## منظمات دولية مشتركة
يشترك البلدان في عضوية مجموعة من المنظمات الدولية، منها:
| علم المنظمة | اسم المنظمة                               | تاريخ انضمام إيطاليا | تاريخ انضمام ليتوانيا |
| ----------- | ----------------------------------------- | -------------------- | --------------------- |
|             | مجلس أوروبا                               | 5 مايو 1949          | ?                     |
|             | منظمة التعاون الاقتصادي والتنمية          | 29 مارس 1962         | 5 يوليو 2018          |
|             | منظمة التجارة العالمية                    | 1995                 | ?                     |
|             | المنظمة الأوروبية لسلامة الملاحة الجوية   | 1996                 | 2006                  |
|             | الاتحاد البريدي العالمي                   | ?                    | ?                     |
|             | الاتحاد الأوروبي                          | 25 مارس 1957         | 1 مايو 2004           |
|             | حلف شمال الأطلسي                          | 4 أبريل 1949         | 29 مارس 2004          |
|             | مجموعة الموردين النوويين                  | ?                    | ?                     |
|             | يونسكو                                    | ?                    | 7 أكتوبر 1991         |
|             | اتفاقية السماوات المفتوحة                 | ?                    | ?                     |
|             | مؤسسة التمويل الدولية                     | 27 ديسمبر 1956       | 15 يناير 1993         |
|             | المركز الدولي لتسوية المنازعات الاستشارية | 28 أبريل 1971        | 5 أغسطس 1992          |
|             | منظمة حظر الأسلحة الكيميائية              | ?                    | ?                     |
|             | مؤسسة التنمية الدولية                     | 24 سبتمبر 1960       | 23 سبتمبر 2011        |
|             | منظمة الأمن والتعاون في أوروبا            | 25 يونيو 1973        | 10 سبتمبر 1991        |
|             | مركز تنسيق الحركة في أوروبا ‏              | ?                    | ?                     |
|             | وكالة ضمان الاستثمار متعدد الأطراف        | 29 أبريل 1988        | 8 يونيو 1993          |
|             | الاتحاد الدولي للاتصالات                  | 1866                 | 1 يوليو 1923          |
|             | منظمة الشرطة الجنائية الدولية             | ?                    | ?                     |
|             | الأمم المتحدة                             | 14 ديسمبر 1955       | 17 سبتمبر 1991        |
|             | البنك الدولي للإنشاء والتعمير             | 27 مارس 1947         | 6 يوليو 1992          |

## أعلام
هذه قائمة لبعض الشخصيات التي تربطها علاقات بالبلدين:
- ماريا دي ميديشي (26 أبريل 1575[26][27][28] – 4 يوليو 1642)

## وصلات خارجية
- موقع وزارة الخارجية الإيطالية
- موقع وزارة الخارجية الليتوانية